# Pływanie na Letnich Igrzyskach Olimpijskich 1972 – 200 m stylem dowolnym kobiet
200 m stylem dowolnym kobiet – jedna z konkurencji pływackich rozgrywanych podczas XX Igrzysk Olimpijskich w Monachium. Eliminacje i finał odbyły się 1 września 1972 roku.
Mistrzynią olimpijską została 16-letnia Australijka Shane Gould, uzyskawszy czas 2:03,56. Gould tym samym poprawiła rekord świata o 1,65 s i zdobyła swój czwarty medal na tych igrzyskach. Amerykanka Shirley Babashoff, do której przed igrzyskami należał rekord globu, wywalczyła srebro i pobiła rekord obu Ameryk czasem 2:04,33. Brąz przypadł rodaczce Babashoff, Keenie Rothhammer (2:04,92).
Kilka godzin wcześniej, podczas eliminacji rekord olimpijski poprawiały kolejno Amerykanki Ann Marshall i Keena Rothhammer oraz reprezentantka NRD Andrea Eife.

## Rekordy
Przed zawodami rekord świata i rekord olimpijski wyglądały następująco:
| Rekord            | Zawodniczka       | Czas    | Miejsce | Data                 |       |
| ----------------- | ----------------- | ------- | ------- | -------------------- | ----- |
| Rekord świata     | Shirley Babashoff | 2:05,21 | Chicago | 4 sierpnia 1972      | [ 1 ] |
| Rekord olimpijski | Debbie Meyer      | 2:10,5  | Meksyk  | 22 października 1968 | [ 2 ] |

W trakcie zawodów ustanowiono następujące rekordy:
| Data       | Etap konkurencji      | Zawodniczka      | Czas    | Rekord |
| ---------- | --------------------- | ---------------- | ------- | ------ |
| 1 września | wyścig eliminacyjny 1 | Ann Marshall     | 2:08,12 | OR     |
| 1 września | wyścig eliminacyjny 3 | Keena Rothhammer | 2:07,48 | OR     |
| 1 września | wyścig eliminacyjny 5 | Andrea Eife      | 2:07,05 | OR     |
| 1 września | finał                 | Shane Gould      | 2:03,56 | WR     |

## Wyniki

### Eliminacje
| Miejsce | Wyścig | Zawodniczka         | Państwo           | Czas      | Uwagi |
| ------- | ------ | ------------------- | ----------------- | --------- | ----- |
| 1.      | 5      | Andrea Eife         | NRD               | 2:07,05   | Q,    |
| 2.      | 3      | Keena Rothhammer    | Stany Zjednoczone | 2:07,48   | Q     |
| 3.      | 4      | Shane Gould         | Australia         | 2:07,95   | Q     |
| 4.      | 1      | Ann Marshall        | Stany Zjednoczone | 2:08,12   | Q     |
| 5.      | 5      | Shirley Babashoff   | Stany Zjednoczone | 2:08,48   | Q     |
| 6.      | 3      | Hansje Bunschoten   | Holandia          | 2:08,58   | Q     |
| 7.      | 1      | Karin Tülling       | NRD               | 2:09,01   | Q     |
| 8.      | 2      | Anke Rijnders       | Holandia          | 2:09,09   | Q     |
| 9.      | 5      | Gudrun Wegner       | NRD               | 2:09,49   |       |
| 10.     | 4      | Deborah Palmer      | Australia         | 2:10,29   |       |
| 11.     | 5      | Angela Steinbach    | RFN               | 2:10,59   |       |
| 12.     | 1      | Jutta Weber         | RFN               | 2:12,44   |       |
| 13.     | 1      | Merrily Stratten    | Kanada            | 2:12,44   |       |
| 14.     | 2      | Helen Gray          | Australia         | 2:12,76   |       |
| 15.     | 4      | Uta Schütz          | RFN               | 2:12,84   |       |
| 16.     | 3      | Tatjana Zołotnicka  | ZSRR              | 2:13,12   |       |
| 17.     | 5      | Lesley Allardice    | Wielka Brytania   | 2:13,43   |       |
| 18.     | 4      | Mary Beth Rondeau   | Kanada            | 2:13,52   |       |
| 19.     | 4      | Susan Edmondson     | Wielka Brytania   | 2:13,54   |       |
| 20.     | 2      | Nadieżda Matiuchina | ZSRR              | 2:13,60   |       |
| 21.     | 3      | Jelena Timoszenko   | ZSRR              | 2:14,06   |       |
| 22.     | 1      | Heather Coombridge  | Nowa Zelandia     | 2:14,78   |       |
| 23.     | 2      | Françoise Monod     | Szwajcaria        | 2:15,30   |       |
| 24.     | 3      | Diana Sutherland    | Wielka Brytania   | 2:16,00   |       |
| 25.     | 1      | Karen LeGresley     | Kanada            | 2:16,34   |       |
| 26.     | 2      | Olga de Angulo      | Kolumbia          | 2:17,34   |       |
| 27.     | 4      | Lucy Burle          | Brazylia          | 2:18,57   |       |
| 28.     | 5      | Roselina Angee      | Kolumbia          | 2:18,62   |       |
| 29.     | 3      | Ileana Morales      | Wenezuela         | 2:18,84   |       |
| 30.     | 4      | Marcia Arriaga      | Meksyk            | 2:18,93   |       |
| 31.     | 1      | Belinda Phillips    | Jamajka           | 2:19,49   |       |
| 32.     | 5      | Hsu Yue-yun         | Republika Chińska | 2:20,17   |       |
| 33.     | 2      | Silvia Borgini      | Argentyna         | 2:23,11   |       |
| 35. !   | 2      | Chriska Pejczewa    | Bułgaria          | 9:99,99 ! | DNS   |
| 35. !   | 3      | Mireille Bassoul    | Liban             | 9:99,99 ! | DNS   |

### Finał
| Miejsce | Zawodniczka       | Państwo           | Czas    | Uwagi |
| ------- | ----------------- | ----------------- | ------- | ----- |
| 1. !    | Shane Gould       | Australia         | 2:03,56 | WR    |
| 2. !    | Shirley Babashoff | Stany Zjednoczone | 2:04,33 | AM    |
| 3. !    | Keena Rothhammer  | Stany Zjednoczone | 2:04,92 |       |
| 4.      | Ann Marshall      | Stany Zjednoczone | 2:05,45 |       |
| 5.      | Andrea Eife       | NRD               | 2:06,27 | ER    |
| 6.      | Hansje Bunschoten | Holandia          | 2:08,40 |       |
| 7.      | Anke Rijnders     | Holandia          | 2:09,41 |       |
| 8.      | Karin Tülling     | NRD               | 2:11,70 |       |